# Слепцов, Марк Дмитриевич
Марк Дмитриевич Слепцов (29 марта (11) апреля 1916 год, Бахсытский наслег, Якутская область — 16 июня 1989, Якутск) — якутский советский театральный актёр и режиссёр, народный артист РСФСР (1972). Один из первых профессиональных артистов якутской драмы.

## Биография
Марк Дмитриевич Слепцов родился 5 (18) ноября 1914 года в Бахсытском наслеге (ныне — Чурапчинский улус Якутии).
В 1932—1934 годах учился в студии Якутского национального театра вместне с прославленными впоследствии мастерами якутской сцены: Д. Ходуловым, В. Саввиным, П. Решетниковым, А. Ефремовым. В 1934—1936 годах учился в якутской студии Государственного института театрального искусства (класс И. М. Толчанова).
С 1936 года был актёром Якутского государственного драматического театра им. П. А. Ойунского, в котором сыграл свыше ста ролей. Будучи назначенным главным режиссёром, он в 1940 году открыл в селе Нюрба II (ныне город) государственный колхозный драматический театр.
Избирался депутатом Якутского городского Совета народных депутатов восьмого созыва.
Умер 16 июня 1989 года.

### Семья
- Жена — актриса театра Матрёна Васильевна Слепцова (1916—1995), народная артистка РСФСР[1];
- Сын — пианист, концертмейстер Марк Маркович Слепцов (16.03.1942—2007), заслуженный артист Якутии, обладатель памятной Бронзовой медали Фонда Сергея Дягилева [2];
- Дочь — Айталина (1940 г.р.);
- Дочь — Светлана (1948 г.р.);
- Сын — Валерий;
- Сын — Александр.

Семья Марка Дмитриевича и Матрены Васильевны Слепцовых жила по адресу: г. Якутск, проспект Ленина, 42. На фасаде имеется памятная доска.

## Награды и премии
- Заслуженный артист Якутской АССР (1947).
- Народный артист Якутской АССР (1955).
- Заслуженный артист РСФСР (1957).
- Народный артист РСФСР (1972).
- Орден «Знак Почёта» (1981).
- Медаль «За доблестный труд в Великой Отечественной войне 1941—1945 гг.».
- Юбилейная медаль «Тридцать лет Победы в Великой Отечественной войне 1941—1945 гг.».
- Медаль «Ветеран труда»
- Почётные грамоты Президиума Верховного Совета Якутской АССР.
- Нагрудный знак «15 лет Якутской АССР».

## Работы в театре
- «Человек с ружьём» Н. Погодина — Иван Шадрин
- «Лиса и виноград» Эзопа и Г. Фигейредо — Ксанф
- «Макбет» У. Шекспира — Макдуф
- «Егор Булычов и другие» М. Горького — Василий Достигаев
- «Гроза» А. Островского — Дикой
- «Женитьба» Н. Гоголя — Жевакин
- «Шестое июля» М. Шатрова — Бонч-Бруевич
- «Ревизор» Н. Гоголя — Осип
- «Калиновая роща» А. Корнейчука — Романюк
- «Поднятая целина» по М. Шолохову — Нагульнов
- «Разрыв сетей» Н. Мординова — Сырбай
- «Семья Тарабукиных» Заболоцкого — Тарабукин
- «Попутчики» Семёнова — Ошуков
- «Нашествие» Л. Леонова — Иван Таланов
- «Премия» А. Гельмана — Батарцев
- «Весёлый гость» Г. Мухтарова — Назар Салихов
- «Фронт» А. Корнейчука — И. Горлов
- «Бедный Яков» А. Софронова — Яков
- «Любовь» А. Софронова — Сис Сэмэнэ
- «Сайсары» С. Омоллоона — Уолака
- «От имени якутов» Софр. Данилова — Ротмистр Нагаев
- «Братья» С. Ефремова — Бадин